# Dommarázu Gukés
Dommarázu Gukés (telugu:దొమ్మరాజు గుకేష్, nemzetközi versenyeken: Gukesh D vagy Dommaraju Gukesh), (Csennai, 2006. május 29. –) indiai sakkozó, nagymester, a sakkozás 18. világbajnoka, U12 korosztályos világbajnok (2018).
A 2024-es sakkvilágbajnokság döntőjében 7,5–6,5 arányban legyőzte a regnáló világbajnok kínai Ting Li-zsent, ezzel megszerezte a világbajnoki címet. 18 évesen ő lett a sakkozás történetének legfiatalabb világbajnoka.

## Gyermekkora
Gukés a tamilnádui Csennaiban született telugu családba 2006. május 29-én. Szülei Ándhra Prades államból származnak. Apja fül-orr-gégész, anyja mikrobiológus.

## Sakkpályafutása

### 2015–2019
2015-ben első lett az Ázsia iskolák sakkbajnoksága U9 kategóriájában, 2018-ban U12 korosztályos ifjúsági sakkvilágbajnok lett. A 2018-as Ázsiai ifjúsági sakkbajnokságon 5 aranyérmet szerzett, U12-es egyéniben klasszikus, rapid- és villámsakkban, csapatban rapid- és villámsakkban.
2017-ben szerezte meg a nemzetközi mesteri címet. 2019. január 15-én lett nagymester.

### 2021
2021-ben megnyerte a Julius Baer Challengers Chess Tour: Gelfand Challenge versenyt 19-ből 14 pontot szerezve.

### 2022
A 2022-es sakkolimpián a bronzérmes India–2 csapat elsőtáblása volt. A csapat többek közt az első kiemelt Egyesült Államok csapatát is megverte. 11 játszmájából 9 pontot szerzett, így megnyerte a legjobb elsőtáblás díját.

### 2023
2023. februárban részt vett a Düsseldorfban rendezett WR Masters bajnokságon. 9-ből 5,5 pontot szerzett, amivel Levon Aronjánnal és Jan Nyepomnyascsijjal hármas holtversenyben került első helyre. A rájátszásban 2. helyezést ért el.
A 2023. augusztusi világranglistán már 2750 feletti értékszáma volt, ezzel rekordot döntött, ő a legfiatalabb játékos, aki 2750 feletti Élő-pontszámot ért el.
A 2023-as sakkvilágkupán a negyeddöntőkig jutott, ahol Magnus Carlsen ejtette ki.
A 2023. szeptemberi ranglistán megelőzte a korábbi világbajnok Visuvanádan Ánandot, aki azelőtt 37 évig volt folyamatosan az első indiai játékos a listán.
2023-as versenyeredményei alapján bejutott a 2024-es világbajnokjelölti versenybe.

### 2024
2024 januárjában részt vett a Tata Steel sakkversenyen. 13-ból 8,5 pontot szerzett négyes holtversenybe kerülve az 1. helyen. A rájátszásban megverte Anish Girit, de vesztett Vej Ji ellen, így második lett.
2024 áprilisában megnyerte a világbajnokjelöltek versenyét 14-ből 9 pontot szerezve. Így jogosulttá vált a döntőn való részvételre a világbajnok Ting Li-zsen kihívójaként. Gukés a legfiatalabb játékos, aki világbajnoki döntőben játszott. 2024 decemberében a 2024-es sakkvilágbajnokság döntőjében 7,5–6,5 arányban legyőzte a regnáló világbajnok kínai Ting Li-zsent, ezzel megszerezte a világbajnoki címet. 18 évesen ő lett a sakkozás történetének legfiatalabb világbajnoka.

## Fordítás
Ez a szócikk részben vagy egészben  a   Gukesh D című angol Wikipédia-szócikk fordításán alapul.  Az eredeti cikk szerkesztőit annak laptörténete sorolja fel. Ez a jelzés csupán a megfogalmazás eredetét és a szerzői jogokat jelzi, nem szolgál a cikkben szereplő információk forrásmegjelöléseként.